# Helianthemum sulphureum
Helianthemum sulphureum är en solvändeväxtart som beskrevs av Carl Ludwig von Willdenow. Helianthemum sulphureum ingår i släktet solvändor, och familjen solvändeväxter. Utöver nominatformen finns också underarten H. s. ochroleucum.